# 朝鮮民主主義人民共和國動畫
朝鮮民主主義人民共和國動畫包括自製及代工。北韓官方认为，动画必须具有教育人民的意义，不能只是单纯娱乐取向，因此作为教育青少年的重要手段，朝鲜动画内容多以正邪较量和美丑对照的童话寓言为主。

## 歷史
朝鲜将动画视作革命斗争教育的重要手段，1950年代中期，朝鲜就专门派遣年轻人去捷克斯洛伐克学习动画技术，并于1957年成立儿童美术制片厂（四·二六动画电影制片厂），后对外统一称为SEK工作室，為北韓唯一的動畫製作單位。朝鮮早期的動畫大量以军事斗争为主要制片主旨，從小培養兒童保家衛國的信念，其中美國尤其作為頭號假想敵人。如70年代製作的長篇動畫《松鼠和刺蝟》中，朝鲜人民化身為勇敢的松鼠、刺猬、鸭子等小動物，而老鼠、黄鼬、狼和狐狸等敵人则代表南韓與在背后支持韩国的美国。
1990年代，北韓开始参与全球化动画制作，朝鲜动画拓展海外业务的第一步始于1985年，向他们抛出橄榄枝的是法国。朝鲜国内廉价的劳动力正是其成为世界动画代工厂的优势所在，SEK工作室负责人许英哲称，他们已经为多个国家的动画公司制作完成了250多部外包动画片，包括《变形金刚》、《狮子王》、《风中奇缘》、《匹诺曹》等，也包括与中国合作完成的《小兵张嘎》、《三国演义》等。
据法新社报道，朝鲜从动画分包合同中赚取了大量外汇，1997年一年就达到约1.2亿美元。韩国动画制片人协会一位负责人称，北美、欧洲和亚洲的一些公司已经将动画制作分包给朝鲜公司。韓國動畫《小企鹅Pororo》即是韩国企业艾康尼斯娱乐把这部片子分包给朝鲜，并为朝鲜提供3D动画制作训练。
目前朝鮮在動畫代工的主要制作环节以绘画、上色等纯技术环节为主，而像剧本、构想，甚至包括关键帧画面的制作等，依然来自美、欧等发达国家。

### 部分案例
- 有报道引述2023年末，美国智库斯迪姆森中心（Stimson Center）从一台朝鲜IP地址并且配置错误导致可被访问的文件服务器中发现了一批文件，涉及2023年~2024年即将上映的欧美日动画制作成品（举例有当时未上映的《无敌少侠》第三季、2024年上映的《伊亚努：奇迹之子（Iyanu: Child of Wonder）》、2024年7月上映的《魔導具師妲莉亞永不妥協》），由于对朝鲜的封锁制裁而基本没有欧美或日韩动画公司与朝鲜公司直接进行商业活动，所以认为可能是受托制作公司（有报道引述为中国的制作公司）在委托公司不知情下外包给朝鲜的公司制作。[4][5]
- 2024年6月26日，意大利动画制作公司Mondo TV向美国财政部支付53.8万美元，原因是其与SEK工作室直接开展业务，违反了对朝鲜的封锁制裁规定。[6]

## 政治傾向
朝鲜動漫往往有強烈的政治色彩，起到意識形態的宣傳作用。

## 外部連結
- 朝鲜动画揭秘：水平极高 参与《狮子王》 （页面存档备份，存于）